# Diana Wynyard
Diana Wynyard (Londen, 16 januari 1906 - aldaar, 13 mei 1964) was een Britse actrice.

## Levensloop en carrière
Wynward begon haar carrière in Hollywood in 1932 in Rasputin and the Empress naast John Barrymore en Ethel Barrymore. Een jaar later speelde ze de hoofdrol in Cavalcade. De film werd genomineerd voor 4 Oscars, waarvan er drie werden gewonnen. Wynward was genomineerd voor een Oscar voor Beste Actrice maar verloor van Katherine Hepburn. Na de Tweede Wereldoorlog keerde ze terug naar Groot-Brittannië. Hier acteerde ze nog onder meer in An Ideal Husband naast Paulette Goddard
Wynward overleed in 1964 op 58-jarige leeftijd. Ze was tweemaal gehuwd, waarvan vier jaar met regisseur Carol Reed.